# Yūko Mita
Yūko Mita (三田 ゆう子?, Mita Yūko; Setagaya, 14 agosto 1954) è un'attrice e doppiatrice giapponese, nota per il ruolo di bishōjo gentile e sexy (come Akemi Roppongi in Maison Ikkoku e Benten in Lamù) e per molti ruoli di giovani ragazzi. I suoi hobby includono il tennis e lo sci. Ha terminato gli studi all'Università di Seisen (Tokyo). In attività dal 1976, è assunta dalla società di gestione dei talenti Aoni Production.

## Ruoli

### Serie televisive
- Kiss Me Licia (Andrea / Hashizo Kato)
- Akuma-kun (Akuma-kun)
- Anpanman
- Capitan Tsubasa
- Cenerentola (Paulette/Fata Madrina)
- City Hunter
- Detective Conan (Kazuki Kinukawa)
- Dr. Slump (Turbo, Tsururin)
- Dragon Ball (Turbo)
- Dragon Quest
- Kitaro dei cimiteri (3ª serie) (Neko Musume)
- Kitaro dei cimiteri (4ª serie) (Ubume)
- Sun College
- L'incantevole Creamy (Posi)
- Maison Ikkoku - Cara dolce Kyoko (Akemi Roppongi)
- Il magico mondo di Gigì (Pipil / Yum Yum)
- Daltanious
- One Piece (Charlotte Brulee)
- Pokémon (Sandra)
- Ranma ½
- Robin Hood
- Sailor Moon (Higure Akiyama)
- Lamù (Benten)
- YAT Anshin! Uchū Ryokō

### OAV
- Il magico mondo di Gigì (Pipil / Yum Yum)
- Lamù (Benten)

### Film
- Anpanman
- Dragon Ball Z - Le origini del mito (Seripa)
- Maison Ikkoku Last Movie (Akemi Roppongi)
- Lamù - Only You (Benten)
- Lamù - Remember My Love (Benten)
- Lamù - Boy Meets Girl: Un ragazzo, una ragazza (Benten)
- Lamù - Sei sempre il mio tesoruccio (Benten)
- Il vento dell'Amnesia
- One Piece Film: Red (Charlotte Brulee)

### Videogiochi
- Battle Arena Toshinden 3 (Miss Til)
- Dragon Ball Z: Budokai Tenkaichi 3 (Seripa)
- Dragon Ball Legends (Seripa)
- Dragon Ball Z: Kakarot (Seripa)
- Lord of Magna: Maiden Heaven (Debonnaire)
- One Piece: Pirate Warriors 4 (Charlotte Brulee)
- Urusei yatsura - Stay with You (Benten)
- Valis III (Cham)
- YU-NO: A Girl Who Chants Love at the Bound of this World (Amanda)